# 品田一良
品田 一良（しなだ いちら、1928年12月29日 - 2007年2月8日）は、フランス文学者、早稲田大学名誉教授。
映画評論家・品田雄吉の兄で本名は品田 三和一良（しなだ みわいちら）。早大仏文科卒、同大学院を経て早大教授。1999年定年退任、名誉教授。

## 翻訳
- イヴはこゝにいる ロブレス 新潮社 1956 (愛の小説叢書)
- 涙 マルセル・ムルージ 春陽堂書店 1958
- 悪魔への祈り フランシス・バルネー 新潮社 1958
- 狂った仲間 アナベル 講談社 1960
- 危険な関係 現代版 ラクロ原作 ロジエ・ヴアイアン脚色 新潮社 1961
- 奇蹟の指をもつ男 ジョゼフ・ケッセル 新潮社 1962
- 海の百合 アンドレ・ピエール・ド・マンディアルグ 人間の文学 河出書房新社 1966
- トリスタンとイズー ベディエ編 世界青春文学名作選 第26 学習研究社 1965 (ガッケン・ブックス)
- 夜明け前の出発 ジュリアン・グリーン 講談社 1967
- 妻のための嘘 シムノン選集 第10 集英社 1970
- みだらな扉 ピエール・ド・マンディアルグ 二見書房 1972
- 第二の女 コレット著作集 11 二見書房 1975
- エンリコ マルセル・ムルージ 安岡章太郎共訳　中央公論社 1975
- フロントナック家の神秘 藤井史郎共訳 モーリアック著作集 4 春秋社 1984.3